# Virginia Beach
Virginia Beach (Abkürzung: VB; auch: Virginia Beach, Va.) ist eine kreisfreie Stadt in der Region Hampton Roads im US-Bundesstaat Virginia. Sie liegt an der Chesapeake Bay und am Atlantischen Ozean. Mit 459.470 Einwohnern (Stand: Volkszählung 2020) ist sie die größte Stadt in Virginia und steht an 43. Stelle in der Liste der größten Städte in den USA. Zusammen mit Hampton, Portsmouth, Suffolk, Newport News, Chesapeake und Norfolk bildet Virginia Beach den Metropolbezirk Virginia Beach-Norfolk-Newport News (VA-NC MSA).
Durch den 37 km langen Chesapeake Bay Bridge-Tunnel, einen der größten Brücken-Tunnel-Bauten der Welt, ist Virginia Beach mit der Delmarva-Halbinsel verbunden.

## Geschichte
Am 26. April 1607 legten hier, am Cape Henry, die Kolonisten an, die mit Jamestown die älteste beständige englische Siedlung in Nordamerika gründeten. Dort sind heute der First Landing State Park („Erste Landung“) und das vom US-Militär genutzte militärische Sperrgebiet Fort Story. Im Fort Story steht das Cape Henry Memorial, das an die erste Landung englischer Siedler in Nordamerika erinnert.
1706 wurde Grace Sherwood, die in Pungo lebte, im damaligen Princess Anne County, als letzte bekannte Person in Virginia als Hexe verurteilt.
1906 wurde Virginia Beach inkorporiert. Nach 1960 stieg die Einwohnerzahl sehr stark infolge von Eingemeindungen. Mit wachsender Bevölkerung wurde in den 1960er Jahren die Stadtplanung überarbeitet, und es wurden weitere Gebiete (über 600 km²) zur Bebauung freigegeben. 1966 wurde die erste Mall im gesamten Bereich Hampton Roads eröffnet.
Virginia Beach und Bilbao in Spanien werden durch das Internet-Transatlantik-Seekabel Marea verbunden. Marea wurde zwischen August 2016 und Oktober 2017 im Auftrag von Facebook Inc. und Microsoft verlegt.
Im Mai 2019 starben durch einen Amoklauf 13 Menschen.

## Demografie
Die Bevölkerung bestand laut des Zensus von 2010 zu 64,5 Prozent aus Weißen und zu 19,6 Prozent aus Afroamerikanern; 6,1 Prozent waren asiatischer Herkunft. 6,6 Prozent der Bevölkerung waren Hispanics. Der Median des Einkommens je Haushalt lag 2015 bei 66.634 US-Dollar. 8,2 Prozent der Bevölkerung lebten unterhalb der Armutsgrenze. Virginia Beach ist damit eine der wohlhabendsten Großstädte der USA.
| Jahr | Einwohner¹ |
| ---- | ---------- |
| 1980 | 262.199    |
| 1990 | 393.089    |
| 2000 | 425.257    |
| 2010 | 437.994    |
| 2020 | 459.470    |

¹ 1980–2020: Volkszählungsergebnisse

## Klima
Virginia Beach liegt in der gemäßigten Zone. Die Sommermonate Juli und August können sehr heiß werden mit Temperaturen an die 40 Grad Celsius. In den Wintermonaten Januar und Februar werden die tiefsten Temperaturen um den Gefrierpunkt gemessen. Die Niederschläge sind über das Jahr relativ gleichmäßig verteilt und betragen zwischen 8 und 15 cm pro Monat.
Aufgrund seiner Lage bleibt Virginia Beach meistens von den Ausläufern der nördlich vorbeiziehenden Blizzards beziehungsweise den südlicher verlaufenden Hurrikanen verschont. Der letzte Hurrikan in der Region – Ernesto im August / September 2006 – führte, außer zu überschwemmten Straßen, zu keinen nennenswerten Schäden in Virginia Beach.
Am 30. April 2023 um 18:00 Uhr Ortszeit fegte ein Tornado über Virginia Beach hinweg. Rund 50–100 Häuser wurden ernsthaft beschädigt oder zerstört. Verletzt wurde jedoch niemand.

## Wirtschaft
Die Metropolregion von Virginia Beach erbrachte 2016 eine Wirtschaftsleistung von 92,8 Milliarden US-Dollar und belegte damit Platz 39 unter den Großräumen der USA. Die Arbeitslosenrate in der Metropolregion betrug 3,1 Prozent und liegt damit unter dem amerikanischen Durchschnitt von 3,8 Prozent (Stand: Mai 2018).
Die größten Arbeitgeber waren 2018:
| Arbeitgeber                           | Arbeitnehmer |
| ------------------------------------- | ------------ |
| City of Virginia Beach / Schools      | 17.463       |
| Naval Air Station Oceana              | 5.850        |
| Sentara Healthcare                    | 5.200        |
| Joint Expeditionary Base–Little Creek | 3.600        |
| Geico                                 | 2.700        |
| Lynnhaven Mall                        | 2.600        |
| Gold Key/PHR Hotels and Resorts       | 2.365        |
| Stihl                                 | 2.113        |
| Amerigroup                            | 1.850        |
| Navy Exchange                         | 1.550        |

## Tourismus
Der Tourismus ist in Virginia Beach vor allem im Sommer sehr ausgeprägt, wobei kaum ausländische Touristen anzutreffen sind. Virginia Beach ist insbesondere bekannt für seinen insgesamt 45 km langen Sandstrand mit einer 5 km langen Strandpromenade. Im Guinness-Buch der Rekorde wird dieser als longest pleasure beach in the world (längster Vergnügungsstrand der Welt) aufgeführt.
Die Bebauung besteht vornehmlich aus großen Hotelkomplexen, dafür bietet die Strandpromenade einige Restaurants und Bars und die Hauptstraße hinter der Hotelfront Strandgeschäfte und Vergnügungen. Der First Landing State Park ist der meistbesuchte State Park Virginias. Aber auch mehrere große Malls, Attraktionen wie das Virginia Aquarium oder das Cape Henry Lighthouse, sowie zahlreiche Hotels, Gaststätten und Motels stehen den Gästen zur Verfügung.

## Militär
Mit der Naval Air Station Oceana der Marine ist einer der größten (ca. 44 km²) und modernsten Militärflugplätze der Welt in Virginia Beach beheimatet. Die Ruhe im unmittelbaren Bereich von Oceana wird dadurch gestört, dass in Stoßzeiten permanent Kampfjets im Tiefflug patrouillieren oder zur Landung ansetzen.
Zahlreiche weitere militärische Einrichtungen, wie der größte Marinestützpunkt der Welt in Norfolk, befinden sich in unmittelbarer Nähe. Fünf der zwölf Flugzeugträger der US-Navy haben hier ihren Heimathafen. Der Stützpunkt kann sowohl mit Hafen- als auch mit Busrundfahrten auf dem Militärgelände selbst besichtigt werden.

## Städtepartnerschaften
- Bangor, Nordirland
- Miyazaki, Japan
- Moss, Norwegen
- Waiblingen, Deutschland
- Olongapo City, Philippinen

## Söhne und Töchter der Stadt
- John Fox (* 1955), Footballspieler und -trainer
- Karen Parshall (* 1955), Mathematikhistorikerin
- Steven Jay Russell (* 1957), Trickbetrüger und Hochstapler
- J. R. Reid (* 1968), Basketballspieler
- Andre Cason (* 1969), Leichtathlet
- Craig Brewer (* 1971), Filmregisseur und Drehbuchautor
- Jason George (* 1972), Schauspieler
- William Gregory Lee (* 1973), Schauspieler
- Pharrell Williams (* 1973), Musikproduzent
- Jewell Marceau (* 1975), Fetisch- und Aktmodel, Pornodarstellerin und Regisseurin
- Angela Hucles (* 1978), Fußballspielerin
- Josh Boone (* 1979), Drehbuchautor und Filmregisseur
- Felicia Barton (* 1982), Songschreiberin und Sängerin
- Danja (* 1982), Hip-Hop- und R'n'B-Musiker und Produzent
- Matthew E. White (* 1982), Sänger und Musikproduzent
- Zach Woods (* 1984), Schauspieler und Komiker
- J. Evan Bonifant (* 1985), Schauspieler
- Charles Clark (* 1987), Sprinter
- Percy Harvin (* 1988), Footballspieler
- Benjamin Booker (* 1989), Musiker, Sänger, Songwriter und Gitarrist
- Chandler Fenner (* 1990), American-Football-Spieler und Canadian-Football-Spieler
- D. J. Covington (* 1991), Basketballspieler
- Marlena Wesh (* 1991), haitianisch-US-amerikanische Sprinterin
- Gabrielle Douglas (* 1995), Turnerin

## Einzelnachweise

Strandpromenade mit mietbaren Fahrrad-Mobilen
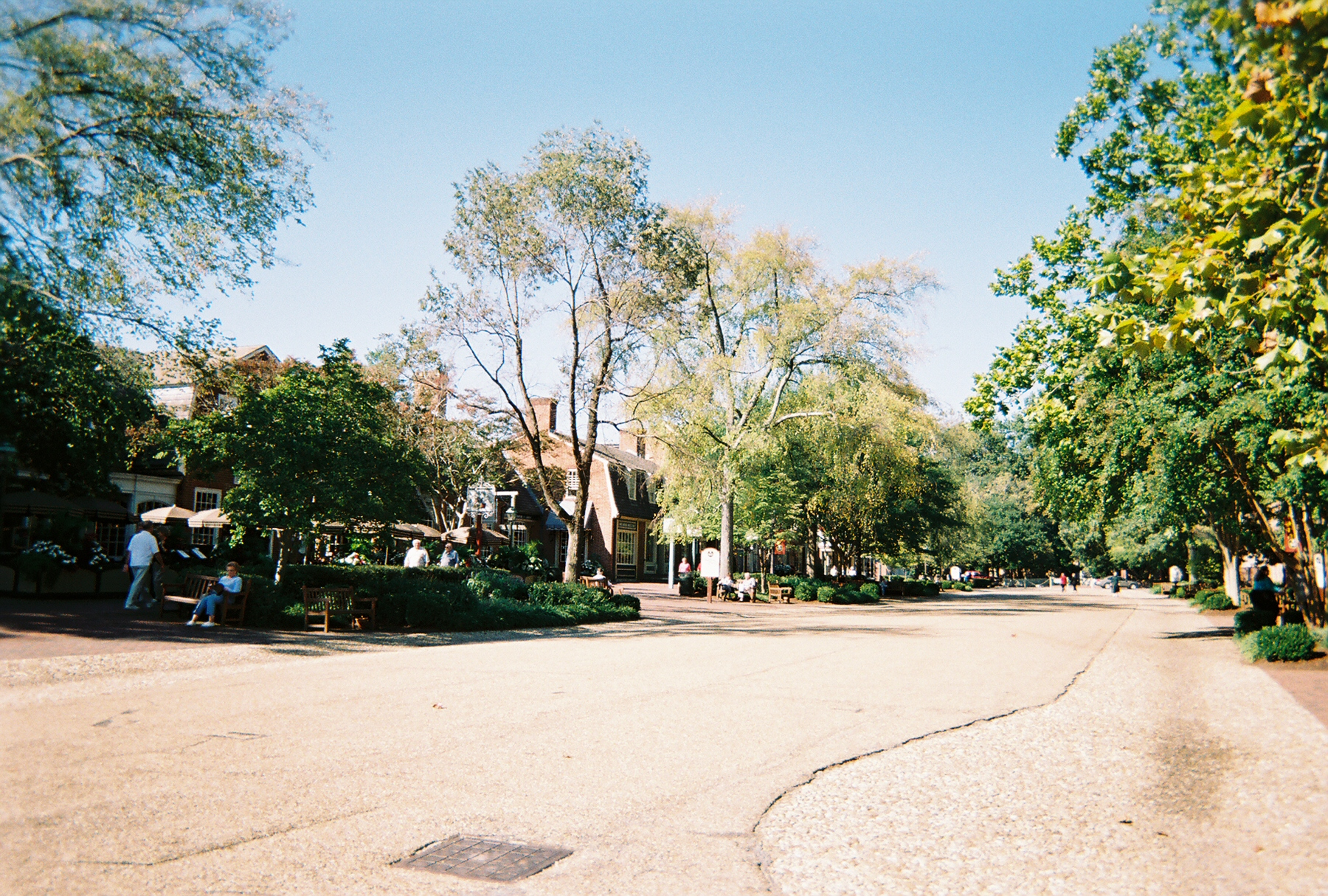
Hinterland von Virginia Beach Richtung Norfolk
Die Fahrt über den 37 km langen Chesapeake Bay Bridge-Tunnel ist eine Attraktion
Strand von Virginia Beach, im Hintergrund ist Norfolk zu sehen
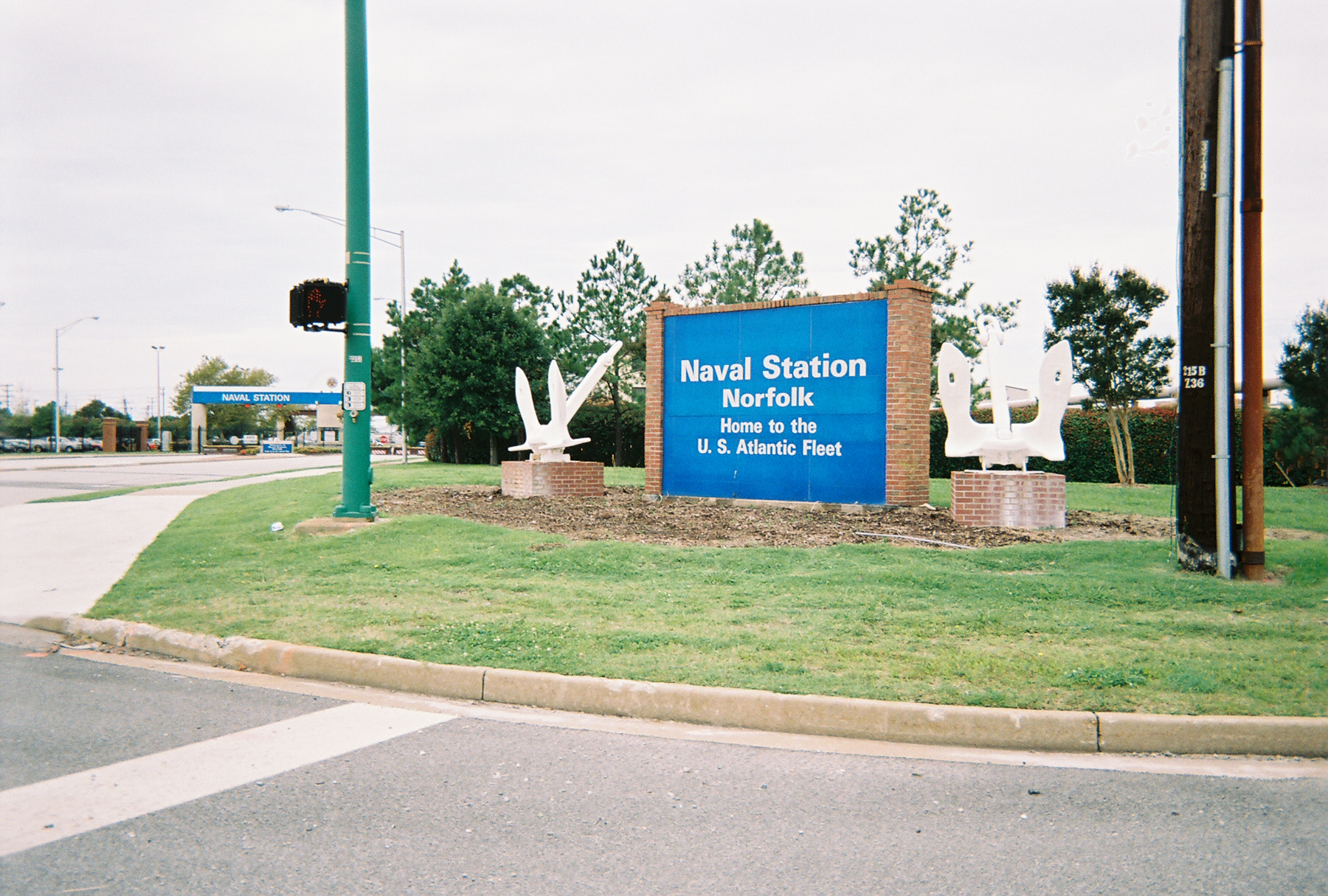
Zufahrt zum Militärstützpunkt Norfolk